# Ryan Logan
Ryan Logan (Fredericktown (Ohio) , USA; 22 de mayo de 1994) es un jugador de baloncesto con nacionalidad estadounidense. Con 2,01 metros de altura juega en la posición de ala-pívot. Actualmente forma parte de la plantilla del Borås Basket de la Svenska basketligan.

## Trayectoria
Logan, formado en el instituto de su Fredericktown natal, más tarde completaría los cuatro años de universidad en Stonehill Skyhawks de la NCAA 2. Tras no ser drafteado en 2017, debutaría como profesional en Luxemburgo en las filas del Heffingen durante la temporada 2017-18.
En la temporada 2018-19 jugaría en el Rist Wedel de la tercera división alemana.
En la temporada 2019-20, jugó con Uni Baskets Paderborn de la ProA, la segunda división alemana.
En julio de 2020, se convierte en jugador del Bàsquet Girona de la Liga LEB Oro.
El 14 de julio de 2021, firma por el Aris Leeuwarden de la FEB Eredivisie.